# 31
31（三十一、丗一、さんじゅういち、みそひと、みそじあまりひとつ）は自然数、また整数において、30の次で32の前の数である。

## 性質
- 31は11番目の素数である。1つ前は29、次は37。
  - 約数の和は32。
    - 約数の和が2の累乗数になる5番目の数である。1つ前は21、次は93。
- (29, 31) は5番目の双子素数である。1つ前は(17, 19)、次は(41, 43)。
- 31 = 31 + 0 × i (iは虚数単位)
  - a + 0 × i (a > 0) で表される6番目のガウス素数である。1つ前は23、次は43。
- 5番目のスーパー素数である。1つ前は17、次は41。
- 1 と 3 を使った2番目の素数である。1つ前は13、次は113。(オンライン整数列大辞典の数列 A020451)
  - 31…1 の形の最小の素数である。次は311。(オンライン整数列大辞典の数列 A068813)
  - 3…31 の形の最小の素数である。次は331。(オンライン整数列大辞典の数列 A123568)
    - 十進数では、31, 331, 3331, 33331, 333331, 3333331, 33333331 はいずれも素数。333333331 は 17 × 19607843 となり合成数である。(オンライン整数列大辞典の数列 A051200)
- 連続奇数を降順に並べてできる2番目の数である。1つ前は1、次は531。ただし2つ以上の数の連続とするとき最小である。(オンライン整数列大辞典の数列 A038395)
  - 連続奇数を降順に並べてできる最小の素数である。次は73716967…191715131197531。(オンライン整数列大辞典の数列 A091308)
  - 三角数を降順に並べてできる最小の素数である。次は631。(オンライン整数列大辞典の数列 A068147)
- 31 = 25 − 1
  - 5番目のメルセンヌ数である。1つ前は15、次は63。
    - 3番目のメルセンヌ素数である。1つ前は7、次は127。
      - 完全数496の約数である。
        - 完全数の約数とみたとき11番目の数である。1つ前は28、次は32。(オンライン整数列大辞典の数列 A096360)

  - 31 = 20 + 21 + 22 + 23 + 24
    - n = 2 のときの n0 + n1 + n2 + n3 + n4 の値とみたとき1つ前は5、次は121。
      - n4 + n3 + n2 + n1 + n0 の形の2番目の素数である。1つ前は5、次は2801。(オンライン整数列大辞典の数列 A088548)
- 31 = 22 + 33
  - n = 2 のときの nn + (n + 1)n+1 の値とみたとき1つ前は5、次は283。(オンライン整数列大辞典の数列 A056788)
  - n = 2 のときの n2 + (n + 1)3 の値とみたとき1つ前は9、次は73。(オンライン整数列大辞典の数列 A168297)
  - 31 = 33 + 4
    - n = 3 のときの 3n + 4 の値とみたとき1つ前は13、次は85。(オンライン整数列大辞典の数列 A168609)
      - 3n + 4 の形の4番目の素数である。1つ前は13、次は733。(オンライン整数列大辞典の数列 A102903)

    - 31 = 33 + 3 + 1
      - n = 3 のときの n3 + n + 1 の値とみたとき1つ前は11、次は69。(オンライン整数列大辞典の数列 A071568)
        - n3 + n + 1 の形の3番目の素数である。1つ前は11、次は131。(オンライン整数列大辞典の数列 A095692)
- p = 31 のときの 2p − 1 で表される 231 − 1 = 2147483647 は8番目のメルセンヌ素数である。1つ前は19、次は61。
  - この数はオイラーが1772年に発見した。
- 31 = 5# + 1 = 2 × 3 × 5 + 1 (ただし p# は p 以下の素数の総乗)
  - 3番目のユークリッド数である。1つ前は7、次は211。(オンライン整数列大辞典の数列 A006862)
    - 3番目の素数階乗素数である。1つ前は7、次は211。(オンライン整数列大辞典の数列 A018239)
- 31# + 1 = 2 × 3 × 5 × 7 × 11 × 13 × 17 × 19 × 23 × 29 × 31 + 1 = 200,560,490,131 は素数（素数階乗素数）。
  - p = 31 のときの p# + 1 が素数になる数とみたとき1つ前は11、次は379。(オンライン整数列大辞典の数列 A005234)
- 31 = 50 + 51 + 52 = 20 + 21 + 22 + 23 + 24
  - このように連続した3つ以上の累乗数の和で2通りで表せる自然数は他に8191のみが知られている。この2つに限るかという問題は未解決である（ゴールマハティヒ予想)。(オンライン整数列大辞典の数列 A119598)
8191 = 900 + 901 + 902 = 20 + 21 + 22 + 23 + 24 + 25 + 26 + 27 + 28 + 29 + 210 + 211 + 212
  - 31 = 50 + 51 + 52
    - a = 5 のときの a0 + a1 + a2 の値とみたとき1つ前は21、次は43。
      - a0 + a1 + a2 で表せる3番目のメルセンヌ素数である。1つ前は7、次は8191。
      - a0 + a1 + a2 で表せる4番目の素数である。1つ前は13、次は73。

    - 5の累乗和とみたとき1つ前は6、次は156。(オンライン整数列大辞典の数列 A003463)
      - 31 = 53 − 1/5 − 1 = 63 + 1/6 + 1
        - n = 4 のときの (n + 1)n−1 − 1/n の値とみたとき1つ前は5、次は259。(オンライン整数列大辞典の数列 A125598)

    - 素数 p = 5 のときの p0 + p1 + p2 の値とみたとき1つ前は13、次は57。(オンライン整数列大辞典の数列 A060800)
- 3√31 = 3.14138065… は 円周率 π の近似値。(オンライン整数列大辞典の数列 A010602)
  - π3 = 31.00627668… (オンライン整数列大辞典の数列 A091925)
- 10進数表記において桁を入れ替えても素数となる3番目のエマープである。(31 ←→ 13) 1つ前は17、次は37。
- 1/31 = 0.032258064516129… (下線部は循環節で長さは15)
  - 逆数が循環小数になる数で循環節が15になる最小の数である。次は62。
  - 循環節が n になる最小の数である。1つ前の14は2629、次の16は17。(オンライン整数列大辞典の数列 A003060)
- 3つの連続した素数の和で表せる4番目の数である。1つ前は23、次は41。
31 = 7 + 11 + 13
  - 3連続素数和が素数になる2番目の数である。1つ前は23、次は41。
- 3番目の 8n − 1 型の素数である。この類の素数は x2 − 2y2 と表せるが、31 = 72 − 2 × 32 である。1つ前は23、次は47。
- 各位の和が31になるハーシャッド数の最小は8959、10000までに2個ある。
- 異なる平方数の和で表せない31個の数の中で16番目の数である。1つ前は28、次は32。
- 約数の和が31になる数は2個ある。(16, 25) 約数の和2個で表せる3番目の数である。1つ前は18、次は32。
  - 約数の和が奇数になる6番目の奇数である。1つ前は15、次は39。
  - 31は約数の和2個で表せる唯一の素数である。
- 各位の和(数字和)が4になる4番目の数である。1つ前は22、次は40。
  - 各位の和が4になる数で素数になる2番目の数である。1つ前は13、次は103。(オンライン整数列大辞典の数列 A062339)
  - 各位の和(数字和)が n になる n 番目の数である。1つ前は21、次は41。
- 各位の積が3になる3番目の数である。1つ前は13、次は113。(オンライン整数列大辞典の数列 A034050)
  - 各位の積が3になる数で素数になる3番目の数である。1つ前は13、次は113。(オンライン整数列大辞典の数列 A107689)
- 31 = 12 + 12 + 22 + 52 = 22 + 32 + 32 + 32
  - 4つの平方数の和2通りで表せる最小の数である。次は34。(オンライン整数列大辞典の数列 A025358)
    - 4つの平方数の和 n 通りで表せる最小の数である。1つ前の1通りは4、次の3通りは28。(オンライン整数列大辞典の数列 A025416)
- 9番目の幸運数である。1つ前は25、次は33。
  - 幸運数自身のすべての約数が幸運数である数としては7番目である。1つ前は21、次は37。
  - 累乗数はもちろん1にもなり得ない6番目の幸運数である。1つ前は21、次は33。
- 三角数を降順に並べた数とみたとき1つ前は1、次は631。(オンライン整数列大辞典の数列 A078891)
- 円周上に異なる6つの点をとってそれぞれを結んだとき31個の領域に分けることができる。1つ前の5点は16、次の7点は57。(オンライン整数列大辞典の数列 A000127)
  - この数は n = 6 のときの n4 − 6n3 + 23n2 − 18n + 24/24 の値である。
- 31 × 10−1 は円周率 π の近似値であり、√10の数字列である。
  - πの数字列からできる2番目の素数である。1つ前は3、次は314159。(オンライン整数列大辞典の数列 A005042)
  - √10の数字列からできる2番目の素数である。1つ前は3、次は3162277。(オンライン整数列大辞典の数列 A136582)

## その他 31 に関連すること
- 原子番号 31 の元素は、ガリウム (Ga)。
- 第31代天皇は、用明天皇。
- 第31代内閣総理大臣は、岡田啓介。
- 通算して第31代の征夷大将軍は、足利義栄（室町幕府第14代将軍）。
- 大相撲第31代横綱は、常ノ花寛市。
- アメリカ合衆国第31代大統領は、ハーバート・フーヴァー。
- アメリカ合衆国の31番目の州は、カリフォルニア州。
- JIS X 0401、ISO 3166-2:JPの都道府県コードの「31」は鳥取県。
- 第31代周王は、考王。
- 第31代ローマ教皇はエウセビウス（在位：310年）である。
- 易占の六十四卦で第31番目の卦は、沢山咸。
- クルアーンにおける第31番目のスーラはルクマーンである。
- 太陽暦において、大の月は31日間である。大の月は、1月、3月、5月、7月、8月、10月、12月。そして年始から31日目は1月31日である。
- 三十一文字（みそひともじ）：短歌の称。5・7・5・7・7 の合計。
- √1000 = 31.62277･･･ である。
  - 地震のマグニチュードがある値から 1 上がると地震のエネルギーは元のエネルギーの √1000 倍の値になる。
- 数字選択式全国自治宝くじ「ミニロト」で選べる数字は、01 - 31の31通りである。
- 『31』は、スターダストレビューのアルバム。
- 『31』は、2016年のアメリカ合衆国のホラー映画。
- 美少女クラブ31は、女性アイドルグループ。
- U-31 は、サッカー漫画。
- A-31 は、アメリカが開発した爆撃機。
- DF-31 は、中国のミサイル。
- Do 31 は、西ドイツの実験機。
- Kh-31 は、ソ連のミサイル。
- MGM-31 パーシングは、アメリカのミサイル。
- MiG-31 は、ソ連の戦闘機。
- スオミ KP/-31は、フィンランドの短機関銃。
- MR 31 は、フランスの核弾頭。
- レナール R-31は、ベルギーの偵察機。
- X-31 は、アメリカと西ドイツ共同開発実験機。
- XB-31 は、アメリカの爆撃機計画。
- XP-31 は、アメリカの試作戦闘機。
- 第31集団軍は、中国人民解放軍陸軍の集団軍。
- 大日本帝国陸軍第31軍
- 大日本帝国陸軍第31師団
  - 大日本帝国陸軍歩兵第31連隊
  - 陸上自衛隊第31普通科連隊
- 海上自衛隊第31航空群
- 第31戦闘攻撃飛行隊は、アメリカ海軍の飛行隊。
- セクション31は、『スタートレック』シリーズに登場する架空の組織。
- NHK津放送局、岩手朝日テレビ、秋田朝日放送、テレビユー福島、とちぎテレビ、静岡第一テレビ、テレビ新広島のアナログ親局は 31ch。
- A31 は、初代日産・セフィーロ。
- J31 は、初代日産・ティアナ。
- 31（サーティワン）は、世界最大級のアイスクリーム・パーラー・チェーン、バスキン・ロビンスの通称である。
- 31番目のもの
  - 西暦31年
  - 紀元前31年
  - 年始から数えて31日目は1月31日。
  - 31 はオランダ (NLD) の国際電話 国番号

## 符号位置
| 記号 | Unicode | JIS X 0213 | 文字参照          | 名称                     |
| ---- | ------- | ---------- | ----------------- | ------------------------ |
| ㉛   | U+325B  | 1-8-43     | &#x325B; &#12891; | CIRCLED DIGIT THIRTY ONE |